# 保羅·韋尼克
保羅·韋尼克（英語：Paul Wernick）是一名加拿大男編劇和製片人。他時常與編劇雷特·瑞斯合作。較知名的作品如電影《屍樂園》（2009年）、《特種部隊2：正面對決》（2013年）、《惡棍英雄：死侍》（2016年）及其續集《死侍2》（2018年）。
韋尼克和雷特·瑞斯於2001年合作創立了Reese Wernick Productions，該公司致力於在各種媒體中創作和製作娛樂節目。

## 作品列表

### 電影
- 2009：《屍樂園》-編劇（與雷特·瑞斯合寫），執行製片人
- 2013：《特種部隊2：正面對決》-編劇（與雷特·瑞斯合寫）
- 2016：《惡棍英雄：死侍》-編劇（與雷特·瑞斯合寫），執行製片人
- 2017：《異星智慧》-編劇（與雷特·瑞斯合寫）
- 2018：《死侍2》-編劇（與雷特·瑞斯合寫）
- 2019：《鬼影特攻：以暴制暴》-編劇（與雷特·瑞斯合寫）[3][4][5]
- 2019：《喪屍樂園：連環屍殺》-編劇（與雷特·瑞斯合寫）
- 2022：《蜘蛛頭監獄》-編劇（與雷特·瑞斯合寫）
- 2023：《真愛搞失蹤》-編劇（與雷特·瑞斯合寫），執行製片人
- 2024：《死侍與金鋼狼》-編劇（與雷特·瑞斯合寫）

### 電視
- 2005：《入侵愛荷華（英语：Invasion Iowa）》-編劇，創作者
- 2003–2004、2013：《阿周真人秀（英语：The Joe Schmo Show）》-編劇，監製，創作者
- 2019：《韋恩（英语：Wayne (TV series)）》-編劇，執行製片人
- 2023：《烈火戰車》-編劇，監製，創作者

### 短片
- 2017：《死侍：好心沒好報》-編劇（與雷特·瑞斯合寫）

## 外部連結
- Check out these Exclusive stills from ZOMBIELAND starring Woody Harrelson, Jesse Eisenberg, Emma Stone and Abigail Breslin! （页面存档备份，存于）
- Reality Television Has Finally Met Its Match: An Interview with Joe Schmo Creators Rhett Reese and P